# 세이브 더 칠드런
세이브더칠드런(영어: Save the Children)은 전 세계 어린이의 구호활동을 목적으로 설립된 비정부 기구이다.

## 역사
1919년 영국의 에글렌타인 젭과 그의 동창 데이비드 비어드에 의해 설립되었다. 아동 관련 비정부기구 중 최고(古)의 역사와 아동보호기구 중 최대의 규모를 자랑한다. 제1차 세계대전 이후 패전국인 독일과 오스트리아의 고아 실태를 목격하고 그들의 구호를 위해 설립한 '세이브더칠드런펀드'가 기원이며, 1920년 스위스에서 국제 세이브더칠드런연합이 출범되어 세계적인 기구로 확장되었다. 1977년에는 국제 세이브칠드런연맹이 설립되어 이후 국제연합과 협력하며 세계 각국의 재해지역 아동들을 위한 구호활동에 전념하고 있다. 한국의 조직은 한국전쟁 직후인 1953년 출범했다. (다음백과)

## 신생아 살리기 캠페인
대한민국 세이브더칠드런에서 대표 참여 캠페인으로 신생아 살리기 캠페인을 진행했다. 신생아 살리기 캠페인은 후원자가 직접 떠서 보낸 털모자와 후원금으로 산모와 신생아의 안전한 출산과 건강관리를 지원한다. 캥거루 케어 (아기를 따뜻하게 감싸 안고 털모자를 씌워 체온을 2°C 높이는 방법)로 일교차가 큰 지역에서 저체중, 저체온인 신생아의 생존을 도울 수 있다.

## 로고의 의미
- 세계를 상징하는 원의 모양과 자기 의사를 자유롭게 표현하는 활동적인 아동의 모습을 담고 있다.
- 세계 속에서 양팔을 활짝 펼치고 있는 희망과 꿈이 넘치는 역동적인 아동을 상징한다.
- 로고의 빨간색은 아동에 대한 따뜻한 마음과 끊임없는 열정을 상징한다.

## 회원국
다음은 세이브 더 칠드런 회원국이다.
- 남아프리카 공화국
- 네덜란드
- 노르웨이
- 뉴질랜드
- 대한민국
- 덴마크
- 도미니카 공화국
- 독일
- 루마니아
- 리투아니아
- 멕시코
- 스웨덴
- 스위스
- 스페인
- 아이슬란드
- 에스와티니
- 영국
- 오스트레일리아
- 온두라스
- 이탈리아
- 인도
- 인도네시아
- 일본
- 캐나다
- 피지
- 핀란드
- 필리핀

## 사무소가 있는 비회원국 앙
- 과테말라
- 나이지리아
- 남수단
- 네팔
- 니제르
- 니카라과
- 라오스
- 라이베리아
- 러시아
- 레바논
- 르완다
- 말리
- 모잠비크
- 몬테네그로
- 미얀마
- 방글라데시
- 베트남
- 보스니아 헤르체고비나
- 볼리비아
- 부르키나파소
- 부탄
- 세르비아
- 소말리아
- 수단
- 스리랑카
- 시리아
- 시에라리온
- 아이티
- 아프가니스탄
- 알바니아
- 에티오피아
- 엘살바도르
- 예멘
- 요르단
- 우간다
- 우크라이나
- 이라크
- 이집트
- 잠비아
- 중국
- 짐바브웨
- 캄보디아
- 케냐
- 코트디부아르
- 콜롬비아
- 콩고 민주 공화국
- 탄자니아
- 태국
- 튀르키예
- 파키스탄
- 팔레스타인
- 페루

## 같이 보기
- 유니세프